# هذا أحبه وهذا أريده (فلم)
هذا أحبه وهذا أريده فيلم دراما، رومانسي، غنائي، استعراضي مصري لعام 1975، من إخراج حسن الإمام عن قصة الكاتب إحسان عبد القدوس، واشترك عبد القدوس في كتابة السيناريو والحوار مع حسن الإمام ورمسيس نجيب والشاعر الغنائي مرسي جميل عزيز. الفيلم من بطولة المغني هاني شاكر ونورا وحمدي حافظ، وفي الفيلم يُعْجَب كلٍ من أحمد وأشرف بسلوى، إلا أن الأخير يخجل من الحديث صراحةً معها، ويكتفي بكِتابة خِطابات حُب لها، ويتصل بها أحمد ويدَّعي أنه صاحِب الخِطابات.
صدر الفيلم إلى دور العرض المصرية في 14 يوليو 1975.
منح موقع قاعدة بيانات السينما العربية «السينما.كوم» الفيلم درجة 5.3/ 10.

## طاقم التمثيل
- هاني شاكر: في دور أحمد (مغني شاب مشهور)
- نورا: في دور سلوى مراد (راقصة ومغنية في فرقة فنية)
- حمدي حافظ: في دور أشرف (صديق أحمد)
- سعيد صالح: في دور كمال (صحفي كبير)
- إجلال زكي: في دور زيزي (صديقة سلوى)
- مشيرة إسماعيل: في دور نهى محمود (صديقة سلوى)
- ليلى صابونجي: في دور والدة سلوى
- صبري عبد العزيز: في دور والد أشرف
- بالاشتراك مع: يونس شلبي – هدى عبد الوهاب – أميرة فؤاد – خالد أمين حسنين (الطفل).[6]

## أحداث الفيلم
يكتشف المغني الشاب أحمد (هاني شاكر) ان صديقه الحميم أشرف (حمدي حافظ) قد وقع في حب الشابة الجميلة سلوى مراد (نورا)، وانه لم يتحدث معها ولا بكلمة واحدة، انه يرسل لها خطابات تقطر بكلمات الحب الصادق، حتى بلغ عدد الخطابات 28 خطاب. ينصح أحمد صديقة الواقع في الحب ان يتوقف عن الخطابات ويتحدث اليها بالهاتف، ويرفض أشرف هذا، بينما تقع سلوى في حب مرسل الخطابات دون أن تسمع صوته، وتمزح معها صديقتها نهى محمود (مشيرة إسماعيل)، وتنصحها بنشر إعلان في الصحف للبحث عن حبيبها المفقود. يذهب أحمد إلى الصحفي الكبير كمال (سعيد صالح) وهو من يقوم بحل مشاكل القراء ويسأله النصح، ويؤكد له كمال ضرورة حديث الحبيب إلى حبيبته، وهكذا يدفع أحمد بالهاتف إلى أشرف للإتصال بسلوى، ويفشل أشرف في ذلك حيث انه مصاب بعقدة منذ الصغر، لقد كان الهاتف سبباً في انفصال والدته عن والده (صبري عبد العزيز). يقرر أحمد مساعدة صديق عمره بأن يقوم بالاتصال بسلوي بينما أشرف يجلس يستمع إلى المكالمة. تذهب سلوى ونهى إلى اختبار فني، وتجد أن من يقوم باختبارها هو من أتصل بها، فقد عرفته من صوته وكلماته. تتكرر مكالمات أحمد وسلوى، ويقع في حبها، ويصبح لها حبيب على أرض الواقع، وحبيب في خطابات الخيال. يلتقي الثلاثة وتنكشف الحقيقة، ويطلب أحمد سلوى للزواج. يتم الزواج، وتستمر حياة الحبيبين أحمد وسلوى، بينما يواصل أشرف إرسال خطابات تجدها سلوى لا تمثل خيانة لزواجها، ولكن أحمد يثور عندما يكتشف خطابات صديق عمره لزوجته. تعتقد سلوى أن خطابات أشرف لا تمس زواجها، وانها علاقة روحية وتقول لزوجها أحمد: «ان العلاقة الروحية تحدث ولا يمكن رؤيتها، كما في الصلاة». يطلب أحمد منها أن تمزق الخطابات، وعندما ترفض يقوم هو بتمزيقها، ويصفعها، ويذهب إلى أشرق ليجده يرسم لوحة لوجه زوجته سلوى. يواجه أشرف صديقه بواقع ما يحدث، فالزوج له حياتها الواقعية، وهو له أحساسها الروحاني، ويغضب أحمد ويصرخ بأنه سيطلق سلوى. يلجأ أشرف للصحفي كمال الذي يوضح له ان ما يحدث ليس من طباع الإنسان، الذي يحب بالروح والجسد ولا يصح التفريق بين الجزئين، ويناوله الهاتف ليخبر سلوى انه لن يقف في طريق حبها لأحمد.

## أغاني الفيلم
يا عشاق النبي (لحن سيد درويش) توزيع فؤاد الظاهري.
يا ورد على فل وياسمين  (لحن سيد درويش) توزيع فؤاد الظاهري.
يا سميري (موشح إبراهيم العريان) توزيع فؤاد الظاهري.
سوق الهوى (كلمات حسين السيد – لحن محمد الموجي)
حلو الحب (كلمات محمد حمزة – لحن الياس رحباني)
إتحرك (كلمات سيد مرسي – لحن حلمي بكر)

## إنتاج الفيلم
كتب موقع ديوان العرب ان الشاعر الغنائي محمد حمزة قال: «أثناء التحضير لفيلم» هذا أحبه وهذا أريده«الذي كان سيقوم ببطولته هاني شاكر أمام نورا طالبني المنتج رمسيس نجيب بتأليف أغنية يقوم بتلحينها الرحبانية، وفي ذلك الوقت كانت إحدى المجلات الفنية قد نشرت حديثا لهاني شاكر به شيء من الهجوم علي عبد الحليم حافظ، وفكرت في الاعتذار عن الأغنية مراعاة لشعور عبد الحليم، وكم كانت المفاجأة عندما قال لي عبد الحليم خلصت أغنية هاني شاكر؟ أوعى تسيب فرصة اللقاء مع الرحبانية. وأثناء تسجيل الأغنية سألت هاني شاكر: لماذا تهاجم عبد الحليم حافظ بينما هو يحبك؟ فقال: هذا الكلام لم يصدر مني مطلقاً ثم قام بالاتصال بعبد الحليم نافياً ماكتب علي لسانه فرد عبد الحليم: أنا عارف إنك مش ممكن تقول كده.. وانتهت المكالمة بدعوته على العشاء في اليوم نفسه في منزل عبد الحليم حافظ».
كتب موقع الأسبوع الصحفي: " في خضم نجاح هاني شاكر كمطرب، انتشرت شائعات حول منافسة محتدمة وحرب خفية بينه وبين عبد الحليم بسبب رغبة هاني شاكر في خلافة عبد الحليم، ولكنه سرعان ما قدم تصريحات مخالفة...  قائلا: "كل ما تم نشره على لساني هو مخالف للحقيقة، وذلك بهدف من كاتب المقال في الحصول على الشهرة على حساب علاقتي بنجم الأغنية الكبير عبد الحليم حافظ... شارك في فيلم "سيد درويش" إلا أنه سرعان ما اقتنع بأنه ولد ليكون نجم غناء لا نجم شاشة فضية. وبعد ذلك تلقى عرضا مسيل للعاب ببطولة فيلم "هذا أحبه وهذا أريده" مع النجمة نورا في سنة 1975، فانطلقت شائعات كثيرة حول علاقة حب بينه وبين نورا، إلا أنهما سرعان ما كذبا الشائعة حيث كان هاني يستعد للاقتران بفتاة من خارج الوسط الفني تسمى نهلة توفيق وأنجب منها ابنا وبنتا".

## استقبال الفيلم
كتب موقع أخبارك: «فشلت كل محاولات المنتج السينمائي رمسيس نجيب للجمع بين عبد الحليم حافظ وسعاد حسني في فيلم حتى عام 1975، فقدم لأول مرة نورا مع هاني شاكر وأسند إخراج الفيلم للمخرج الجماهيري حسن الإمام الذي ترك الفيلم لمشاكل إنتاجية فتحمس رمسيس نجيب بنفسه واستكمل إخراج الفيلم في سابقة لم تحدث من قبل. وبرغم فشل الفيلم لكن نجحت نورا وتهافتت عليها الصحف والمجلات والمنتجين. حصلت نورا على لقب ملكة جمال السينما المصرية من عام 1981 وحتى عام 1986 في استفتاء مجلة الموعد اللبنانية».
كتبت صحيفة القدس العربي: «لم يكن هاني محظوظاً في عالم السينما، وقد يكون ذلك بسبب اختفاء الفيلم الغنائي والاستعراضي الذي ازدهر في ثلاثينات واربعينات وخمسينات القرن العشرين. في عام 1975 قام ببطولة فيلم هذا أحبه وهذا أريده شاركه البطولة الفنانة المعتزلة نورا. كتب السيناريو والحوار للفيلم شاعر الألف أغنية الراحل مرسي جميل عزيز ايماناً منه بموهبة المطرب الشاب ولعلها المرة الوحيدة التي ينزل فيها مرسي جميل عزيز إلى عالم السيناريو والحوار ايماناً منه بهاني شاكر.قام بإخراج الفيلم مخرج الروائع حسن الإمام لهذا كان نجاح هذا الفيلم طاغيا، ومما يذكر أن الأخوين رحباني لحناً لهاني».

## روابط خارجية
- مقالات تستعمل روابط فنية بلا صلة مع ويكي بيانات